# گرگوری کورسو
 گرگوری کورسو (انگلیسی: Gregory Corso؛ ۲۶ مارس ۱۹۳۰ – ۱۷ ژانویهٔ ۲۰۰۱) یک شاعر اهل ایالات متحده آمریکا بود.